# Joanna Szadura
 Joanna Regina Szadura – polska językoznawczyni, doktor habilitowany nauk humanistycznych.

## Życiorys
W 1988 r. ukończyła studia z zakresu filologii polskiej na Uniwersytecie Marii Curie-Skłodowskiej w Lublinie, w 2004 r. obroniła pracę doktorską p.t.Dyferencjacja stylowo-gatunkowa obrazu ognia w polszczyźnie, której promotorem był prof. Jerzy Bartmiński, w 2017 r. habilitowała się na podstawie pracy zatytułowanej Czas jako kategoria językowo-kulturowa w polszczyźnie. 
Pracuje na Uniwersytecie Marii Curie-Skłodowskiej w Lublinie, oraz jest sekretarzem i członkiem Komisji Etnolingwistycznej, Komitetu Językoznawstwa PAN.
Została członkiem Polskiego Towarzystwa Językoznawczego.